# Ulica Belgijska w Warszawie
Ulica Belgijska – ulica w dzielnicy Mokotów w Warszawie.

## Historia
Ulica została wytyczona w roku 1895 podczas parcelacji terenów należących niegdyś do Izabeli Lubomirskiej, właścicielki znajdującego się przy ulicy Puławskiej pałacyku Mon Coteau, zwanego od nazwiska późniejszego właściciela pałacem Szustra. Nazwa ulicy pochodzi od Belgijskiego Towarzystwa Akcyjnego Ruskiej Manufaktury, do którego należała fabryka filcu i kapeluszy znajdująca się przy ulicy.
Z racji ograniczeń budowlanych nakładanych w okolicach fortyfikacji ulica długo posiadała drewnianą zabudowę; ruch budowlany w okolicy spowodowała dopiero liberalizacja przepisów w latach 1909–1911. Do roku 1915 przy ulicy wzniesiono pierwsze kamienice. W 1916 ulica znalazła się w granicach administracyjnych Warszawy.
Od roku 1895 pod numerem 7 działała fabryka należąca do spółki Mokotowska Fabryka Chemiczno-Farmaceutyczna Adolf Gąsecki i synowie, znanej z wytwarzania popularnego środka przeciwbólowego zwanego kogutkiem. W latach 1936–1937 jej zabudowania fabryczne zostały rozbudowane o należącą do przedsiębiorstwa kamienicę, którą zaprojektował Teodor Bursche. Zakład produkcyjny funkcjonował do II wojny światowej. W 1944 zabudowania fabryki zostały spalone, a po wojnie większość budynków znajdujących się na posesji rozebrano.
3 sierpnia 1944 Niemcy dokonali na ulicy masakry ludności cywilnej mordując tam kilkadziesiąt osób, co upamiętnia znajdująca się pod nr 11 tablica Tchorka.
Po wojnie przy ulicy zamieszkało kilkunastu reżyserów i operatorów z Wytwórni Filmowej „Czołówka”.